# Angela Hughes
Mère Angela Hughes (1806 - 5 septembre 1866) est une religieuse irlandaise des Sœurs de la Charité de New York et la première supérieure de l'hôpital St Vincent à New York,.

## Biographie
Angela Hughes est née Ellen Hughes en 1806 à Annaloghan, dans le comté de Tyrone. Elle est l'une des sept enfants de Patrick et Margaret Hughes (née McKenna). Elle a deux sœurs et quatre frères. Alors qu'elle a 13 ans, elle émigre avec sa mère et ses sœurs à Chambersburg en Pennsylvanie en 1819. Son père et ses frères y ont déjà emménagés depuis 1817.
Elle fait ses études à l'Académie St Joseph, à proximité d'Emmitsburg, dans le Maryland à partir de 1823, avant d'entrer au couvent des Sœurs de la Charité à Emmitsburg en 1825. En 1828, elle professe sous le nom de sœur Mary Angela et commence son travail, principalement avec des enfants orphelins. Elle travaille dans le premier hôpital catholique des États-Unis, le Mullanphy Hospital à Saint-Louis dans le Missouri de 1833 à 1837,.
Les sœurs entrent en conflit avec l'archevêque de New York John Hughes, le frère aîné de Hughes, en 1846 lorsqu'elles ont l'intention de se retirer d'un orphelinat de la ville. La résolution du différend voit la congrégation se diviser. Hughes et 32 autres sœurs restent à l'orphelinat sous les auspices de l'archevêque Hughes. Les 29 autres sœurs retournent à Emmitsburg. Les Sœurs de New York forment alors une nouvelle congrégation diocésaine, les Sœurs de la Charité de New York. Hughes est populaire et candidate pour être la supérieure, mais son frère lui interdit d'être la première supérieure. En 1849, pendant l'épidémie de choléra, Hughes est l'assistante de la mère générale, Elizabeth Boyle. Elle est ensuite nommée pour fonder l'hôpital St Vincent à New York et devient sa première supérieure. Elle quitte ce poste en décembre 1855 lorsqu'elle est élue troisième mère générale de sa communauté. À ce poste, elle déménage la maison-mère à Riverdale dans le Bronx et ouvre 15 écoles et couvents. En 1861, elle reprend le poste de supérieure de l'hôpital St Vincent. Elle reste à ce poste jusqu'à sa mort, le 5 septembre 1866,.